# Fortunato Fedele
Fortunato Fedele, o Fortunato Fidelis o Fortunato Fedeli (San Filippo d'Argirò, 1550 – San Filippo d'Argirò, 25 novembre 1630), è stato un medico italiano considerato il precursore della medicina legale.

## Biografia
Le notizie biografiche su Fortunato Fedele sono molto scarse. Non sono conosciute né notizie riguardanti la sua famiglia né quelle relative ai suoi studi e alla sua formazione culturale. Si laureò in medicina all'Università di Palermo dove ebbe come maestro Giovanni Filippo Ingrassia. Esercitò la professione di medico in Sicilia, probabilmente soprattutto a Palermo, e acquistò grande fama. Lo si ricorda soprattutto per la sua opera De relationibus medicorum libri quatuor. In quibus ea omnia, quae in forensibus, ac publicis causis medici referre solent, plenissime traduntur, pubblicata a Palermo nel 1602, di notevole importanza nella storia della medicina legale.
Non vi sono certezze neanche sul luogo e sulle modalità. Seconda la biografia nel Biographisches Lexikon der hervorragenden Ärzte, Fortunato Fedele sarebbe morto svolgendo l'attività di professore a Palermo. Secondo Pirro, Fortunato Fedele morì a San Filippo d'Argirò (l'odierna Agira) il 25 novembre 1630 e venne sepolto nella chiesa dei frati del Terzo Ordine di San Francesco, cui apparteneva il figlio Benedetto (1588-1648) che sarebbe diventato un noto predicatore.